# Celeste (serie de televisión española)
Celeste es una serie de televisión por internet española de thriller y drama creada por Diego San José para Movistar Plus+. Está producida por 100 Balas y protagonizada por Carmen Machi y Andrea Bayardo. Se estrenó el 14 de noviembre de 2024.

## Trama
Sara Santano (Carmen Machi) es una inspectora de Hacienda que ha dedicado toda su vida a la recaudación de impuestos. El último día antes de prejubilarse, recibe el encargo más importante de su carrera: demostrar que Celeste (Andrea Bayardo), la gran estrella hispanoamericana, reside en España y tiene que pagar sus impuestos en el país — una misión de la que dependen veinte millones de euros para las arcas españolas. Para ello, Sara tendrá que aparcar su vida para recorrer la de Celeste y demostrar que pasó 184 días en España.

## Reparto

### Reparto confirmado
- Carmen Machi como Sara Santano
- Manolo Solo como Tony
- Andrea Bayardo como Karen Albarrán "Celeste"
- Antonio Durán "Morris" como Carmelo
- Aixa Villagrán como Eva
- Clara Sans como Dani
- Jesús Noguero
- Marc Soler

## Capítulos
| N.º | Título       | Dirigido por | Escrito por                                | Fecha de lanzamiento original |
| --- | ------------ | ------------ | ------------------------------------------ | ----------------------------- |
| 1   | «Episodio 1» | Elena Trapé  | Diego San José                             | 14 de noviembre de 2024       |
| 2   | «Episodio 2» | Elena Trapé  | Daniel Castro, Oriol Puig y Diego San José | 14 de noviembre de 2024       |
| 3   | «Episodio 3» | Elena Trapé  | Daniel Castro, Oriol Puig y Diego San José | 21 de noviembre de 2024       |
| 4   | «Episodio 4» | Elena Trapé  | Daniel Castro, Oriol Puig y Diego San José | 21 de noviembre de 2024       |
| 5   | «Episodio 5» | Elena Trapé  | Daniel Castro, Oriol Puig y Diego San José | 28 de noviembre de 2024       |
| 6   | «Episodio 6» | Elena Trapé  | Daniel Castro, Oriol Puig y Diego San José | 28 de noviembre de 2024       |

## Producción
Diego San José originalmente concibió la idea de Celeste, ante el interés en realizar el reto de producir un "thriller vertiginoso" alrededor de una inspectora de Hacienda, la cual describió como "[el] personaje más gris que se me puede ocurrir". La serie fue anunciada por primera vez en diciembre de 2023, cuando Movistar Plus+ anunció que había dado luz verde el proyecto.
En febrero de 2024, se anunció que Carmen Machi protagonizaría la serie encarnando al personaje de la inspectora de Hacienda, Sara Sálamo. En marzo de 2024, se desveló que Andrea Bayardo también protagonizaría la serie encarnando a la homónima estrella del pop Celeste. El rodaje de la serie, el cual tuvo lugar en la Comunidad de Madrid y en Alicante, concluyó en junio de 2024.

## Lanzamiento y marketing
En julio de 2024, se anunció que las series Yo, adicto, Querer y Celeste tendrían sus estrenos mundiales en el Festival Internacional de Cine de San Sebastián. Ese mismo mes, Movistar Plus+ sacó el primer teaser de la serie.
En septiembre de 2024, Movistar Plus+ anunció que estrenaría Celeste en noviembre de 2024. El 14 de octubre de 2024, la plataforma concretó la fecha de estreno de la serie para el 14 de noviembre de 2024.

## Premios y reconocimientos
- Premio Feroz mejor serie de comedia 2025  concedido por la Asociación de Informadores Cinematográficos. [11]
- Premio Alma 2025 al mejor guion de serie de comedia, concedido por el Sindicato de Guionistas de España ALMA. [12]
- Premio Italian Global Series Festival 2025 a la mejor serie de comedia y a la mejor actriz de comedia, Carmen Machi.[13]